# عمري لوزون
عمري لوزون هو لاعب كرة قدم إسرائيلي، ولد في 7 يناير 1999 في بتاح تكفا في إسرائيل.

## وصلات خارجية
- عمري لوزون على موقع قاعدة بيانات كرة القدم.إي يو (الإنجليزية)
- عمري لوزون على موقع Soccerway.com (الإنجليزية)
- عمري لوزون على موقع عالم كرة القدم.نت (الإنجليزية)